# Delphyre integrum
Delphyre integrum är en fjärilsart som beskrevs av Rothschild 1912. Delphyre integrum ingår i släktet Delphyre och familjen björnspinnare. Inga underarter finns listade i Catalogue of Life.